# X Japan Clips
Clips è la prima raccolta di videoclip degli X Japan. Pubblicata nel 1995 come videocassetta, la raccolta è stata successivamente ripubblicata in formato DVD nel 2000.

## Tracce
1. X - (Hitomi Shiratori - YOSHIKI)
2. 紅 - (YOSHIKI - YOSHIKI)
3. ENDLESS RAIN - (YOSHIKI - YOSHIKI)
4. WEEK END - (YOSHIKI - YOSHIKI)
5. Celebration - (HIDE - HIDE)
6. Silent Jealousy - (YOSHIKI - YOSHIKI)
7. Joker - (HIDE - HIDE)
8. Say Anything - (YOSHIKI - YOSHIKI)

## Formazione
- Toshi - voce
- TAIJI - basso
- PATA - chitarra
- Hide - chitarra
- Yoshiki - batteria & pianoforte